# Renault Altica
Renault Altica je koncept automobila napravljen od strane Renaulta. Prvi puta je prikazan 2006. na Ženevskom auto showu. Dizajn Altice je spoj karavana i sportskog kupea, s vratima koja se otvaraju prema gore, a ne kao klasična vrata. Altica još nije napredovala dalje od koncepta, al nije isključeno da uz malo moifikacija uđe u serijsku proizvodnju.

## Performanse
Reunalt Alticu pokreće 2.0 litreni dCi Dieselov motor koji razvija 177 KS (130 kW). Uz motor i 6-stupanjski mjenjač, Altica ubrzava od 0-100 km/h za 7.5 sekundi. Zbog odlične aerodinamike i novih sustava, Altica prosječno troši samo 5,3 l/100 km. Ovaj auto emitira najmanje CO2 u svojoj klasi, a sve zbog sjajne aerodinamičnosti, koja mu daje i malu potrošnju goriva. 
Zbog savršenog spoja performansi kupea i karavana, Altica ima 1300 litara tovarnog prostora uz sjajne vozne performanse. Panoramski krov i udobna unutrašnjost (sjedalo se prilagođava vozaču) su još neki od čimbenika koji čine Alticu udobnim i modernim automobilom. Dojam još pojačavaju 21 inčne kotače uz koje se dobiva sportski izgled. Sve u svemu, Altica je karavan budućnosti.